# The Bat Whispers
El Murciélago susurra es una película estadounidense de 1930 pre-Code película de misterio dirigida por Roland West, producida por Joseph M. Schenck y estrenada por United Artists. La película está basada en la obra de teatro de 1920 The Bat, escrita por Mary Roberts Rinehart y Avery Hopwood, y es la segunda versión cinematográfica del mismo director, adaptada previamente en 1926. Se trata de una de las primeras películas sonoras y de formato panorámico; West financió la fotografía, que requirió dos camarógrafos y varias técnicas. Se consideró una película perdida durante muchos años, pero se restauró a partir de material duplicado en 1988.

## Trama
Un misterioso criminal llamado "El Murciélago" elude a la policía y finalmente anuncia su retiro al campo.
En el campo, cerca de la ciudad de Oakdale, la noticia de un robo a un banco en Oakdale ha puesto nerviosa a la criada de la señora Van Gordner, Lizzie. Van Gordner está alquilando la casa al señor Fleming, el presidente del banco de Oakdale, que está en Europa. El principal sospechoso del robo al banco, un cajero, ha desaparecido. La sobrina de Van Gordner, Dale, llega seguida del jardinero que ha contratado. El doctor Venrees llega y le dice a Van Gordner que ha recibido un telegrama de Fleming en el que le dice que, debido al robo, regresará pronto y tendrá que ocupar su casa.
Se escuchan ruidos misteriosos en la casa y las luces se encienden y se apagan. Se lanza una piedra a través de la ventana con una nota que amenaza con causar daño a los ocupantes si no se van. Dale y el jardinero, que en realidad es Brook, el cajero desaparecido, están buscando una habitación secreta en la casa. Creen que el dinero del robo está escondido allí.
El detective Anderson aparece e interroga a Van Gordner. El sobrino de Fleming, Richard, llega a petición de Dale. Ella espera que él pueda ayudar a encontrar la habitación secreta. Richard encuentra los planos de la casa, pero se niega a mostrárselos a Dale. La empuja y sube corriendo las escaleras, pero alguien le dispara en lo alto de las escaleras y cae muerto. Van Gordner envía a buscar a un detective privado.
Un misterioso hombre enmascarado le apunta con una pistola por la espalda al cuidador y le dice que es mejor que saque a todos de la casa. Las luces siguen encendiéndose y apagándose. La sombra del Murciélago es vista por varios ocupantes de la casa.
Anderson afirma que Fleming no está en Europa, sino que robó su propio banco, y acusa al médico de ser parte del complot.
Un hombre inconsciente es encontrado en el garaje. Vuelve en sí y Anderson lo interroga. No recuerda nada. Anderson le dice al detective privado que lo vigile.
Se encuentra la habitación oculta y el dinero que falta. Fleming, el banquero desaparecido, es encontrado muerto detrás de una pared de la habitación. De repente, el garaje estalla en llamas. En el caos que sigue, aparece el Murciélago y es atrapado, pero logra escapar antes de que lo puedan desenmascarar.
Mientras el Murciélago huye de la casa, queda atrapado en una trampa para osos, preparada por Lizzie. Se revela que es Anderson, que en realidad no es Anderson. El verdadero Anderson es el hombre que fue encontrado inconsciente. El Murciélago dice que ninguna cárcel puede retenerlo y que escapará.
Se cierra una cortina en la pantalla. Estamos en un cine. Chester Morris, quien interpretó a Anderson, le dice a la audiencia que mientras no revelen la identidad del Murciélago, estarán a salvo de él.

## Elenco
Según los créditos en orden de aparición:
- Chance Ward como teniente de policía
- Richard Tucker como el señor Bell
- Wilson Benge como el mayordomo
- DeWitt Jennings como capitán de policía
- Sidney D'Albrook como sargento de policía
- S.E. Jennings como El hombre de la máscara negra
- Grayce Hampton como Cornelia Van Gorder
- Maude Eburne como Lizzie Allen
- Spencer Charters como El conserje
- Una Merkel como Dale Van Gorder
- William Bakewell como Brook
- Gustav von Seyffertitz como el Dr. Venrees
- Chester Morris como el detective Anderson
- Hugh Huntley como Richard Fleming
- Charles Dow Clark como el detective Jones
- Ben Bard como El desconocido

## Técnicas cinematográficas
El director West financió el proceso de pantalla ancha de Magnafilm y empleó a dos directores de fotografía, utilizando técnicas que no se verían hasta la década de 1950 y Otto Preminger. Junto con The Big Trail (1930), es uno de los primeros usos conocidos de la pantalla ancha. Las cámaras usaban dos tamaños de película diferentes y filmaban con una variedad de técnicas, incluyendo panning, escenas cortadas y primeros planos. El panning se puede ver a lo largo de la película, pero más notablemente en la escena de apertura de la película. La película comienza con una toma de la cara de una torre de reloj. Luego se aleja y escanea o "panea" lentamente todo el edificio para mostrar un auto saliendo de una estación de policía. Se pueden ver escenas de corte a lo largo de la película para mostrar lapsos de tiempo. Por ejemplo, cuando el coche de policía circula por la calle, la escena (filmada desde atrás del coche por encima del hombro del conductor) se puede ver fundiéndose en otra escena para transmitir la sensación de que el tiempo pasa. En 1930, las cámaras de cine no eran lo suficientemente portátiles como para ser utilizadas en la parte trasera de los automóviles, pero Charles Cline inventó una cámara utilizada para filmar "The Bat Whispers", más utilizada en la cinematografía de Ray June, por su fluidez y para mostrar al Murciélago en vuelo. Era "una cámara ligera de 24 pies de largo "Una muñeca que podía hacer que una cámara hiciera un zoom de 18 pies en una fracción de segundo". También se incorporaron primeros planos: la cámara "hace zoom" sobre los rostros de los actores cuando los personajes están asustados y tratan de averiguar de dónde vienen los ruidos misteriosos, y cuando El Murciélago se acerca sigilosamente a Dale Van Gorder en la habitación secreta.

## Antecedentes de producción
Esta película, una de las primeras películas sonoras, es la segunda versión cinematográfica de la exitosa obra de Broadway de 1920 The Bat, escrita por Mary Roberts Rinehart y Avery Hopwood, basada en el libro de Roberts de 1908 The Circular Staircase., La primera versión cinematográfica de la obra, The Bat (1926), también fue dirigida por Roland West. Al igual que en la obra y la primera película, la gente explora una antigua mansión en busca de un tesoro escondido mientras un asesino con capa los va eliminando uno por uno.
La película se rodó en tres versiones: un par de negativos de 35 mm con una relación de aspecto de 1,33:1 para copias en Estados Unidos y el extranjero; y una versión "Magnifilm" de 65 mm con relación de aspecto 2:1 (en algunos anuncios aparece mal escrito "Magnafilm"). El negativo doméstico se redujo a 72 minutos para la reedición de Atlantic Pictures de 1938, y posteriormente se perdió.
En 1988, el Archivo de Cine y Televisión de la UCLA restauró y preservó la versión extranjera de 35 mm y la Magnifilm de 65 mm a partir de los negativos originales de la cámara. La UCLA obtuvo acceso a través de la Biblioteca del Congreso tras la muerte de Mary Pickford en 1979, cuando les legó su colección de películas, The Bat Whispers (65 mm) estaba entre es.
Esta película fue rehecha nuevamente en 1959 como El murciélago con Agnes Moorehead y Vincent Price.